# Tutume
Tutume är en ort i distriktet Central i Botswana. Den ligger cirka 50 km från gränsen mot Zimbabwe och ligger 100 km från närmsta större ort som är Francistown. 